# Сулейманзаде, Али-ага
Али-ага Сулейманзаде (азерб. Axund Əliağa Süleymanzadə) — 10-й шейх аль-ислам мусульман Кавказа.

## Биография

### Ранние годы
Али-ага родился в семье Хаджи Сулеймана в 1885 году в селе Новханы. Первое образование получил в медресе, изучая Коран, «Гюлистан» и «Бустан» Саади Ширази. Видя глубокий интерес Али к исламу, его будущий родственник ахунд Хаджи Мухаммед хочет отправить его со своим сыном Ага-Маммедом в страны Ближнего Востока для получения духовного образования. Расходы берёт на себя старший брат Али-аги — Ага-Мухаммед. В 1902 году два товарища сначала некоторое время учились в иранской провинции Хорасан, затем продолжили обучение в Ираке, в городе Наджаф. Они сдали экзамен в Медине и завершали своё высшее духовное образование через 12 лет.
Накануне возвращения на родину, друг Али-аги Ага-Маммед заболевает сильной лихорадкой, и назначенное лечение было бесполезно. На смертном одре он позвал к себе Али-агу и сделал завещание:
```
— «Ты должен вернуться на родину, в 
Баку
! Передай моему отцу от меня, чтобы он благословил меня, пусть зажжёт свет своего дома с тобой. Я единственный брат моих сестёр в семье. В нашем доме моя любимая незамужняя сестра Уммулбани. Пусть мой отец выдаст её замуж за тебя!»
[
4
]
.
```

### Религиозная деятельность
Али-ага служил ахундом во многих мечетях Баку, постоянно находясь под контролем НКВД. После смерти прошлого шейх аль-ислама Мухсина Хакимзаде в 1966 году должность шейх аль-ислама оставалась вакантной в течение двух лет. В 1968 году был созван IV съезд мусульман Закавказья. Али-ага Сулейманзаде, проработавший ахундом мечети Тезепир почти 20 лет, в возрасте 83 лет был избран председателем.
В 1968—1978 годах, он представлял страну на многих конференциях и симпозиумах, на мероприятиях международных организаций. В октябре 1970 года в Ташкенте была организована Всесоюзная конференция на тему «Значение единства и сотрудничества в борьбе за мир», в которой он принял участие и выступил с речью. В июне 1977 года он также участвовал во Всесоюзной конференции «Духовенство за крепкий мир, разоружение и справедливые отношения между народами» в Москве.
Он умер в 1978 году, после него место шейх аль-ислама занял Миргазанфер Ибрагимов.

## Семья
Ахунд Али-ага был женат на Уммулбану, дочери Хаджи Мухаммеда, и имел пятерых детей (1 сын и 4 дочери).